# 播磨町議会
播磨町議会（はりまちょうぎかい）は、兵庫県加古郡播磨町に設置されている地方議会である。

## 概要
- 定数：14人
- 任期：4年
- 議長：河野照代（無所属）
- 副議長：神吉史久（無所属）

東播磨2市2町で唯一統一地方選挙の日程で行われている。

## 運営

### 常任委員会
- 総務建設常任委員会
- 厚生教育常任委員会
- 議会広報公聴常任委員会

## 会派
| 会派名       | 議席数 | 所属党派     | 女性議員数 | 女性議員の比率(%) |
| ------------ | ------ | ------------ | ---------- | ----------------- |
| 公明党       | 2      | 公明党       | 1          | 50                |
| 日本共産党   | 1      | 日本共産党   | 1          | 100               |
| 日本維新の会 | 1      | 日本維新の会 | 0          | 0                 |
| 無所属       | 10     | 無所属       | 3          | 30                |
| 計           | 14     |              | 5          | 42.86             |

（2023年5月19日現在）